# Římskokatolická farnost Mysločovice
Římskokatolická farnost Mysločovice je územní společenství římských katolíků s farním kostelem Nejsvětější Trojice v děkanátu Zlín. 

## Historie farnosti
První písemná zpráva o obci Mysločovice pochází z roku 1397, kdy je poprvé zmiňován původní kostel (zřejmě dřevěný). Dnešní farní kostel byl postaven v letech 1752–1758. V roce 2002 byla dokončena jeho liturgická úprava s novým oltářem a ambonem z mramoru. Fasáda kostela byla obnovena roku 2008.  V roce 1927 byl postaven filiální kostel sv. Antonína z Padovy v Míškovicích a v roce 2017 filiální kostel sv. Václava v Sazovicích, který však ve vlastnictví farnosti není.

## Duchovní správci
Farářem byl od července 2011 do roku 2024 P. Mgr. Michal Šálek. Od roku 2024 je novým správcem farnosti P. ICLic. Mgr. Miroslav Obšivan.

## Bohoslužby
Ve farním kostele Nejsvětější Trojice v Mysločovicích se konají bohoslužby v pátek v 18.00 a v neděli v 7.30 a 10.30. Ve filiálním kostele sv. Antonína z Padovy v Míškovicích se konají bohoslužby v sobotu v 18.00. Ve filiálním kostele sv. Václava v Sazovicích se konají bohoslužby ve středu v 18 hod. Na Hostišové v kapli Panny Marie se bohoslužby konají třikrát do roka, vždy 2. května, 2. července a 2. září. V ostatních obcích je sloužena jednou do roka mše svatá k výročí patrona obce.

## Aktivity ve farnosti
Ve farnosti se pravidelně koná tříkrálová sbírka. V roce 2017 činil její výtěžek 120 520 korun.
Nyní probíhá ve farnosti sbírka na opravu varhan.